# Дохтуров, Николай Михайлович
Николай Михайлович Дохтуров (1788—1865) — генерал от кавалерии, участник Наполеоновских войн, сенатор.

## Биография
Родился 5 (16) ноября 1788 года, сын отставного гвардии прапорщика Михаила Петровича Дохтурова.
В 1803 году, получив домашнее образование, поступил на военную службу унтер-офицером, затем произведён в портупей-прапорщики и, в войну 1805 года с французами, находился в походах в Галицию, Силезию, Моравию, Богемию и Австрию; был в сражении под Аустерлицем.
В 1806 году он участвовал в походе в Восточную Пруссию и находился во всех важных сражениях кампании 1807 года. За храбрость в сражении при Прейсиш-Эйлау награждён Знаком отличия Военного ордена и затем произведён в первый офицерский чин.
В 1811 году Дохтуров переведён в лейб-гвардии Семёновский полк и назначен адъютантом к инспектору внутренней стражи, генерал-адъютанту графу Комаровскому, причём в Отечественную войну 1812 года, находясь в походе, был в сражении под Смоленском и за отличие произведён в поручики. Затем участвовал в сражении при Бородино, за что награждён орденом св. Владимира 4-й степени с бантом. Далее был в сражениях при Тарутине и под Малоярославцем (за что 15 февраля 1813 года пожалован золотой шпагой с надписью «За храбрость»), а оттуда — при преследовании неприятеля до границ и за отличие в сражениях произведён в штабс-капитаны.
Заграничные кампании 1813 и 1814 годов, во время которых Дохтуров участвовал в сражениях под Дрезденом, Лейпцигом и других, он совершил, находясь при своём двоюродном дяде генерале от инфантерии Дохтурове.
В 1816 году Дохтуров произведён в капитаны, а в следующем — в полковники, с переводом в Оренбургский уланский полк и прикомандированием к кавалерийскому эскадрону, состоявшему при 2-м кадетском корпусе, для ближайшего и более подробного ознакомления с порядком службы. В 1817 году Дохтуров переведён во Владимирский уланский полк и назначен командиром учебного кавалерийского эскадрона при главной квартире бывшей 1-й армии, а в 1820 году назначен полковым командиром Владимирского уланского полка.
В 1826 году (в день коронации императора Николая Павловича) Дохтуров произведён в генерал-майоры и назначен состоять при начальнике 1-й уланской дивизии, а в следующем году повелено ему быть командиром 1-й бригады 1-й уланской дивизии.
25 ноября 1828 года за беспорочную выслугу был награждён орденом св. Георгия 4-й степени (№ 4188 по кавалерскому списку Григоровича — Степанова).
В польскую кампанию 1831 года, находясь в отряде генерал-лейтенанта князя Хилкова, Дохтуров участвовал в сражениях в Виленской губернии при местечке Шервинты и под селением Гедрольцы потом, перейдя в Царство Польское, командовал партизанским отрядом и был в сражениях под местечком Маковым, под городом Пултуском, под местечком Насельским, под местечком Плонским, а оттуда, по присоединении отряда к главным силам армии, в составе их авангарда, находился при преследовании неприятеля до прусской границы.
В 1833 году он назначен командующим 7-й лёгкой кавалерийской дивизией, а через два года, 6 декабря 1835 года, за отличие по службе произведён в генерал-лейтенанты, с утверждением начальником дивизии.
3 марта 1846 года Дохтуров был уволен, согласно прошению, по болезненному состоянию, от командования дивизией, с оставлением по кавалерии, и потом Высочайшим указом от 21 апреля 1846 года назначен к присутствованию в Правительствующем Сенате по II отделению 5-го департамента; в 1856 году Дохтуров был перемещён к присутствованию в департамент герольдии Правительствующего Сената, а 17 мая 1857 года, в день 50-летия службы его в офицерских чинах, произведён в генералы от кавалерии, с оставлением в звании сенатора.
Умер 18 (30) мая 1865 года. Похоронен в Желтикове монастыре под Тверью.

## Награды
- Орден Святого Станислава 1-й степени (6 декабря 1830 года)
- Орден Святой Анны 1-й степени (6 декабря 1833 года)
- Орден Белого орла (1 августа 1836 года)
- Орден Святого Владимира 2-й степени (1 августа 1840 года)[2]

## Семья
Жена, Ольга Фёдоровна (ум. 21.02.1837). Их дети:
- Михаил (1824—1911)
- Екатерина (1827—?), фрейлина, замужем за генерал-лейтенантом Д. К. Гербелем
- Фёдор (1828—?).